# Kazimierz Antonowicz
Kazimierz Antonowicz (ur. 21 maja 1914 w Nowych Święcianach na Wileńszczyźnie, zm. 5 maja 2003 roku w Toruniu) – polski fizyk doświadczalny.

## Życiorys
Studiował na Wydziale Matematyczno-Przyrodniczym Uniwersytetu Stefana Batorego w Wilnie w 1939. Jeszcze jako student został zatrudniony w Katedrze Fizyki Teoretycznej, w której pracował pod kierunkiem prof. Szczepana Szczeniowskiego, m.in. prowadząc sekretariat czasopisma „Acta Physica Polonica”, którego redaktorem naczelnym był Szczeniowski. 
Obronę pracy magisterskiej wyznaczono na początek września 1939 roku. Internowany i wywieziony przez bolszewików do obozu w Archangielsku, wrócił na Wileńszczyznę. Pracował w Wojdatach pod Wilnem najpierw jako nauczyciel w szkole powszechnej potem jako magazynier w fabryce zapałek a następnie, od 1943 roku jako nauczyciel fizyki w Protogimnazjum w Ponarach koło Wilna. W kwietniu 1945 roku przymusowo wygnany z Wilna wraz z innymi Polakami osiadł w Bydgoszczy gdzie pracował jako kierownik radiostacji nadawczej. W 1947 roku przeszedł do pracy w Radiostacji Polskiego Radia w Toruniu a następnie, po dokonaniu formalnego zakończenia studiów na Uniwersytecie Mikołaja Kopernika), uzyskał stopień magistra filozofii w zakresie fizyki.
W Katedrze Fizyki Doświadczalnej Uniwersytetu Mikołaja Kopernika zatrudniony został w dniu 1 września 1950 roku. W ramach uzyskanego w 1955 roku doktoratu, którego promotorem był Aleksander Jabłoński, wykonał jedyny w swoim rodzaju komputer analogowy – elektroniczny przyrząd do całkowania równania Schrödingera.  Następnie rozpoczął badania nad zjawiskiem magnetycznego rezonansu jądrowego (Nuclear magnetic resonance – NMR). Na podstawie tych badań przyznano mu w 1958 roku tytuł naukowy docenta. 
Od 1959 roku przebywał na dwuletnim stypendium naukowym w USA na Uniwersytecie w Buffalo, gdzie w Carbon Research Laboratory zapoznał się z problematyką fizyki fazy skondensowanej a w szczególności fizyki węgla. Główną metodą badawczą był tu inny rezonans - elektronowy rezonans paramagnetyczny (Electron paramagnetic resonance - EPR). Po powrocie do Polski został wybrany dziekanem Wydziału Matematyki, Fizyki i Chemii UMK (funkcję tę pełnił w latach 1962-1964). Objął także w tym czasie stanowisko kierownika nowo utworzonej Katedry Elektroniki i Fizyki Ciała Stałego, które piastował do 1985 roku. W 1966 roku uzyskał tytuł profesora nadzwyczajnego, zaś w 1978 roku profesora zwyczajnego. W 1963 roku powołany został w skład Honorowego Komitetu Wydawniczego międzynarodowego czasopisma „Carbon”.
W latach 60. i 70. rozwinął, wraz ze swoim zespołem, poszukiwania nowych materiałów węglowych o niezwykłych własnościach fizycznych i chemicznych (węgle i grafity pirolityczne, węgle szkłopodobne, włókna węglowe). W 1974 roku ogłosił w „Nature” pracę zawierającą wyniki badań próbek węgla bezpostaciowego, przez które przepuszczano prąd elektryczny. Okazało się, że próbki te stają się nie tylko wielokrotnie bardziej przewodzące, ale i po wyłączeniu prądu „zapamiętują” ten stan. Interpretacja tego zjawiska wskazuje na możliwość pojawienia się efektu nadprzewodnictwa w temperaturach pokojowych.